# Горња Лужица
Горња Лужица (глсрп. Hornja Łužica, чеш. Horní Lužice) је област чији се највећи дио налази у Саксонији, мањи дио на сјеверу у Бранденбургу, а такође мањи дио на истоку у Пољској. У Саксонији обухвата округе Бауцен и Герлиц, а у Бранденбургу јужни дио округа Обершпревалд-Лаузиц. Од 1945. године пољски дио Горње Лужице између ријеке Квисе на истоку и ријеке Лужичке Нисе на западу припада Војводству доњошлеском, а само мали дио око Ленкњице заједно са пољским дијелом Доње Лужице припада Војводству лубушком. Западни дио Горње Лужице чини властиту подобласт Западна Лужица.

## Географија
Геоморфолошки је Горња Лужица обликована једноличним лужичким гранитним масивом, само је сјевер и сјевероисток, низије Горњолужичка пустара и језера (њем. Oberlausitzer Heide- und Teichgebiet) обликовано у плеистоцену. Унеско је прогласио ово подручје резерватом биосфере 1996. године, због заштите видра. Средишњи дио је брежуљкаст, док се на јужном издвајају Лужичка брда, најзападнији масив Судета.

### Природне регије
Данас је Горња Лужица подјељена у осам природних регија или крајолика:
- Цитау брда (најјугоисточнији дио Горње Лужице)
- Област Источнолужичка брежуљкаста земља и ријека Нисе (на Ниси од Герлица до Цитауа, сјеверно од Цитау брда)
- Лужичка висораван (јужна Горња Лужица до Чешке)
- Сјеверозападне лужичке висоравни (сјеверозападно од Бишофсверда до Каменца)
- Област Горњолужичка поља (око Будишина и Лебауа сјеверно од висоравни)
- Горњолужичке пустаре и језера (источно од Каменца до Нискија)
- Руландско-кенигсбричка пустара на сјеверозападу (сјеверозападно од Каменца, западно од Хојерсверда)
- Пустара Мускау на сјевероистоку (око Бад Мускауа и Вајсвасера, Пољска, на истоку)[1]